# Vértesszentkereszti apátság
Koordináták: é. sz. 47° 26′ 37″, k. h. 18° 16′ 17″47.443611°N 18.271389°E
A vértesszentkereszti bencés apátság  romjait a Vértes erdejének sűrűje rejti a Gerencsérvártól 2 kilométerre északra, Pusztavám község közelében, Oroszlány közigazgatási területén. A Vértes „vadonában”, egy emelkedésen, hatalmas fák között áll a kolostor romja, amelyet Oroszlány vagy Pusztavám felől lehet megközelíteni. Jelenleg nem látogatható (2016.08.02.)

## Története

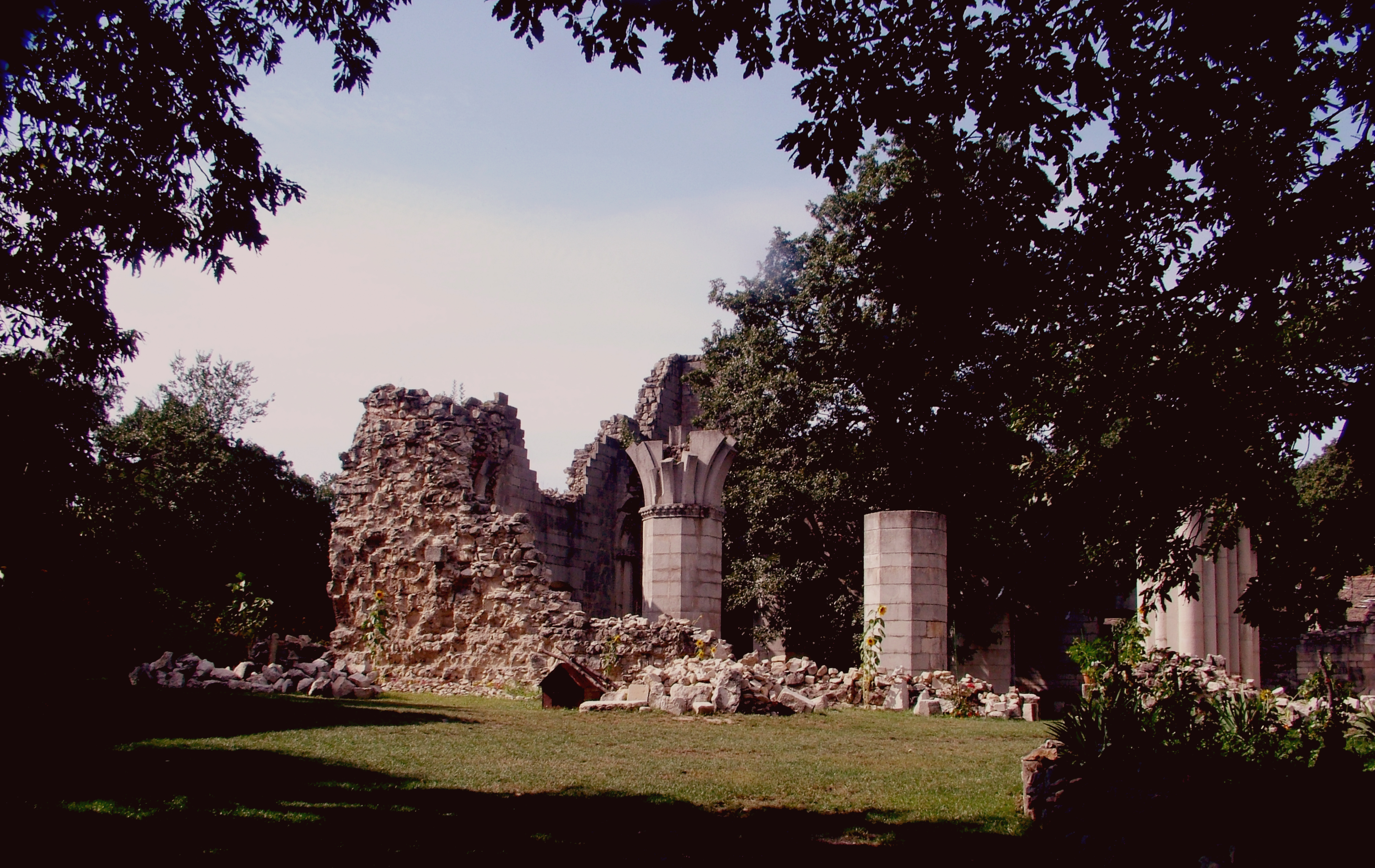
A romegyüttes

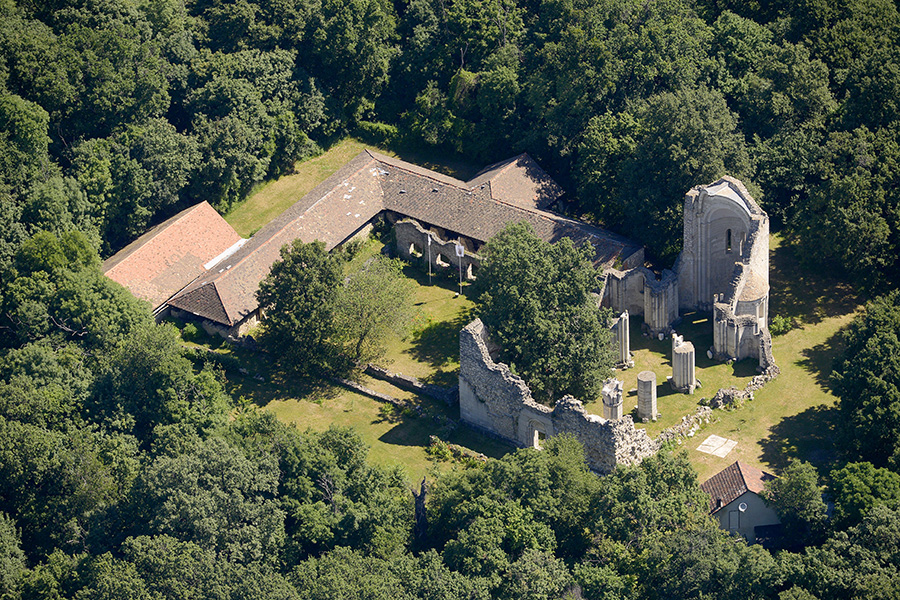
Az apátság légi fotója

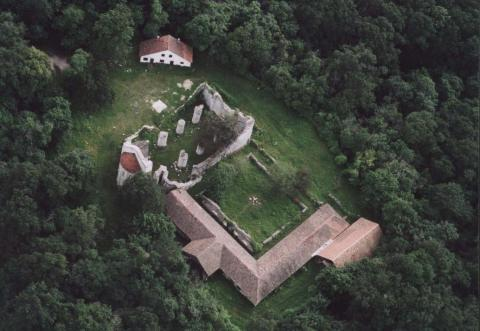
Az apátság légi fotója

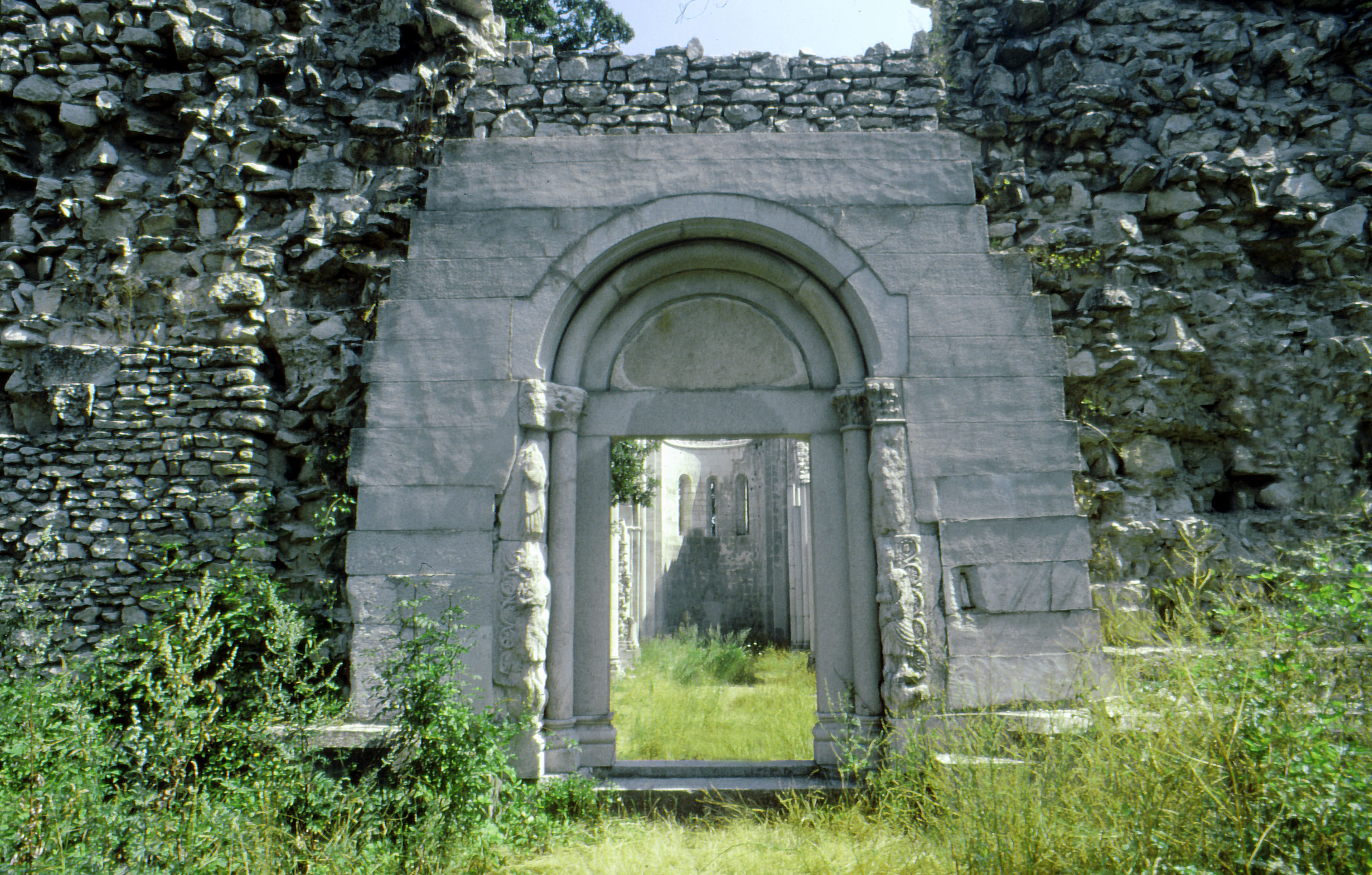
A díszes román kori bejárat

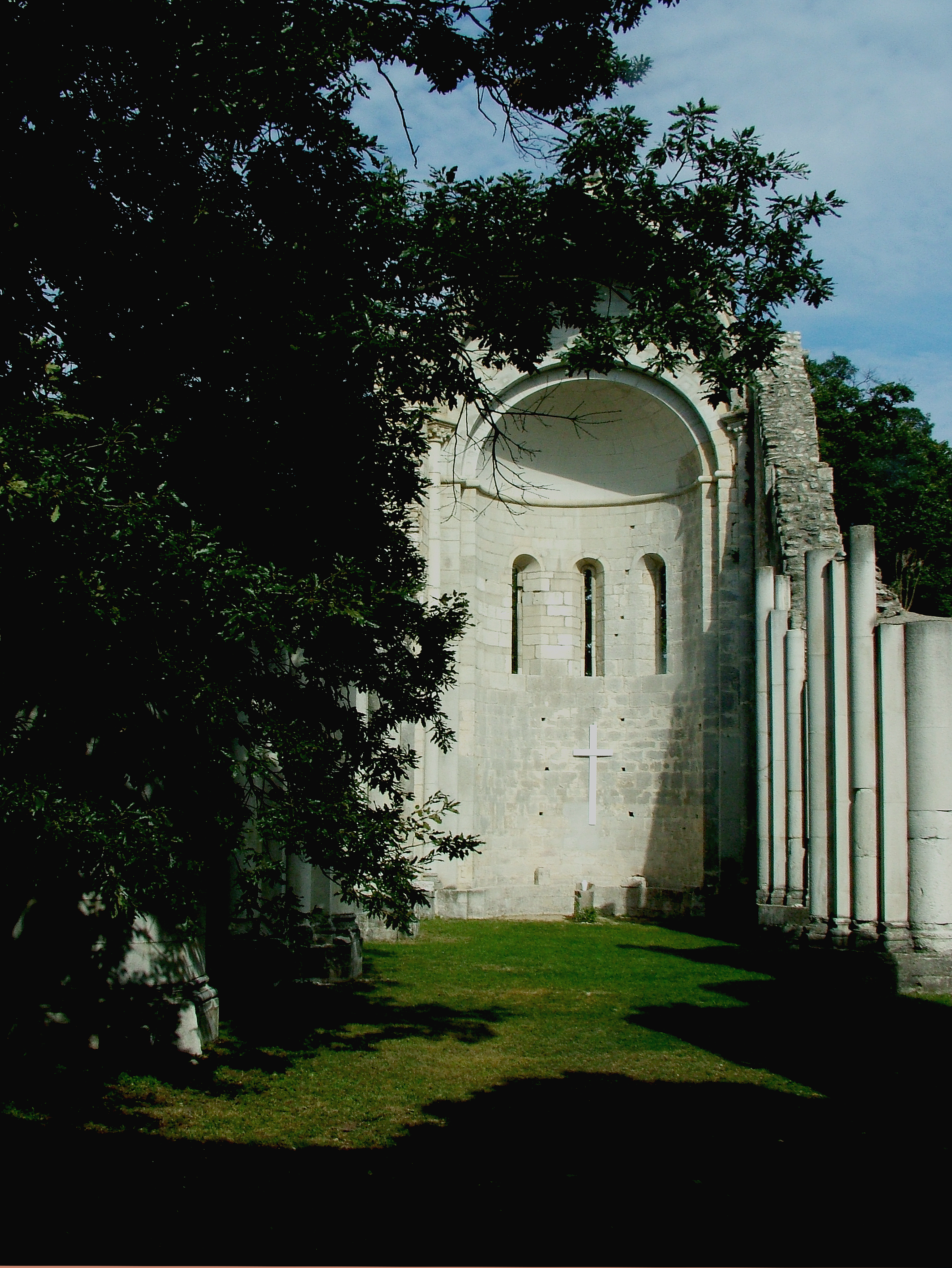
A főhajó szentélyapszisa

Az Árpád-kor egyik legnagyobb hatalmú nemzetsége, a Csák nemzetség volt a sűrű erdőkkel borított, vadban gazdag Vértes térségének birtokosa. Csákvár lehetett a hatalmi központjuk. Először egy birtokadomány kapcsán fordult elő a kolostor neve (1146). A 12. század első felében épült legkorábbi bencés kolostort sánc és árok övezte. Az egyenes szentélyzáródású templomot és a délről hozzá csatlakozó kolostor épületét az 1964–1971 között Kozák Éva vezetésével végzett régészeti ásatás során találták meg. A 13. század elején a nemzetség két tekintélyes tagja, Csák Ugrin esztergomi érsek és Csák Miklós, több megye ispánja, II. András hűséges embere lehetett, akik fölépítették az új, pompás, a Szent Kereszt tiszteletére szentelt templomot és kolostort, amelynek romfalai ma is magasan állnak. A legalább két évtizeden keresztül elhúzódó építkezések során több kőfaragó és építőműhely is dolgozott itt. A templomtól északra épült föl a kolostor négyszöge, amelyet bizonyára legalább egy tucatnyi szerzetes lakhatott.
A 14. század elején a Csákok hatalma lehanyatlott, váraik, birtokaik, így az apátság is I. Károly király kezére került. Nagy Lajos király (1342–1382) támogatta az apátságot, s bizonyára többször föl is kereste a Vértesben vadászgatva. Luxemburgi Zsigmond király (1387–1437) adományaként a Rozgonyiak lettek a Vértes vidék várainak zálogbirtokosai, s egyben az apátság kegyurai. A 15. század második felében az Ujlakiak léptek örökükbe, de az apátsággal nem sokat törődtek, hagyták elszegényedni. Ujlaki Miklós 1475-ben azt kérte a pápától, hogy a romos, szinte lakhatatlan építményt a bencések helyett a pálos szerzetesek kaphassák meg. Mátyás király folyamodványa eredményeképpen 1478-ban végül a domonkos szerzetesek vehették birtokukba. Amikor Tata vára 1543-ban török kézre került, a szerzetesek elmenekültek, a kolostor gazdátlanná vált.
A térség 1687-es fölszabadítása után alkalmi kincskeresők bolygatták a romot, majd építkezésekhez kezdték elhordani köveit. A 19. században figyeltek föl rá, de csak 1940-ben kezdték területét megtisztítani, s ekkor végeztek kisebb régészeti feltárásokat is. Az 1964-ben megkezdett régészeti munkák után az 1980-as években került sor állagmegóvásra-helyreállításra, ami évtizedekig tartott. A leletanyag válogatott darabjai, a legszebb faragott kövek a tatai Kuny Domokos Múzeum állandó kiállításán láthatók. Az Esterházy család tatai angolkertjében álló műromba az apátsági épületek 24 faragott részletét foglalták bele.
A Vértesszentkereszt elnevezés a 19. századból származik. A középkori oklevelekben Szent Kereszt, Udvarhely, Keresztur néven írtak róla.

## Építészete

### Az apátsági templom
Vértesszentkereszt a Csák nemzetség romokban álló vértesi monostora. A török felgyújtotta ugyan, de romjait tovább nem pusztította. A 18. század végén az itt birtokos Esterházyak az akkor divatos kertépítészeti eljárást követve, műromok építéséhez tatai és csákvári parkjukba hurcolták pompásan faragott köveit, amelyek mára már jórészt a tatai múzeumba kerültek vissza. A monostor ugyanannak a Csák nemzetségnek az ősi központjában épült, amelynek kiemelkedő tagja, Csák Ugrin a kalocsai székesegyházat építette. Csák Miklós 1231-es végrendelete szerint ezt a birtokát magyar szokás szerint legkisebb fiára hagyta mint különleges helyet (locus specialis), amelyet magyarul „udvarhelynek" neveztek.
Ebben az időben, a 13. század elején meggazdagodó uralkodó réteg birtokainak központjaiban, az udvarhelyeken koncentrálódott a terményfelesleg, és egyúttal a művészeti tevékenység központjává is lett. A 13. század első évtizedeiben a főúri réteg már olyannyira meggazdagodott, hogy versenyre kelhetett művészi létesítmények terén is az egyházzal, sőt követni tudta a legelső feudális urat, a királyt is. A templomépítő Csák Miklós alakja ebből a szempontból jellemző. Első felesége francia, második pedig görög nő volt (aki feltehetőleg Annával, III. Béla feleségével jött Magyarországra). Lehet, hogy ő az a titokzatos N. (Nicolaus), aki számára Anonymus Gestáját írta. Csák Miklós életének nagy részét délvidéki birtokain töltötte, de családi monostorát itt, az ősi birtokon építtette fel.
Vértesszentkereszt templomának alaprajza jól levezethető a kalocsai székesegyházból, azzal a módosítással, hogy kápolnakoszorús szentélykörüljáró helyett az eldugott helyen épült, kis hívőszámhoz tervezett kolostornak csak egyszerű, lóhere alakú szentélyfejet készítettek, ami a keleti ókeresztény építészetből éppen úgy átszármazhatott, mint a Rajna-vidékiből (Köln). (A főszentély jobb és bal oldali félköreinek karéjai a főapszissal hereleveles keresztet képeznek.) A keresztes hadjárattal szokták kapcsolatba hozni nyugati elterjedését, s nem csak a Keleten látott építészeti formaelemek, hanem a kereszt általános tisztelete miatt is. A monostor nevében viseli a keresztet, sőt szentélye alaprajzában (amely talán keletről származik), ez látható is. A keleti kapcsolatot az is támogatja, hogy a Csák nemzetség több tagja részt vett II. András keresztes hadjáratában.
A háromhajós, keresztházas templomot nyolc kétsoros pillér egy fő- és két oldalhajóra osztotta. A hajókat fejlett rendszerű boltozat fedte, a tereket egymástól elválasztó nyolcszögű pillérfőket pedig egyéni témájú faragott dísz borította. A nyolcszögű pillér hordta a keresztboltozatot, ami számos 13. századi emlékünkön feltűnik. Ezek olyan fejlődési sorozatba állíthatók, amelyben a vértesszentkereszti pillért folyamatosan gazdagodó formában az aracsi, türjei, jáki emlékek követik.
A pillérfejezetek faragványai egyedülállóak hazánkban. A román stílus beszélő oszlopfőinek kedvelt alakjai, az egymás szakállát tépő figurák, a bűnt jelképező állatot Bibliával és regulával fegyelmező szerzetes stb. nem Itáliából kerültek ide, valószerűbb, hogy francia földről, és kitűnő illusztrációi annak a művészeti iránynak, amelyet Szent Bernát olyannyira elítélt. A francia eredetet az ornamentális fejezetek is igazolják, amelyeknek bimbós, leveles dísze ugyanabból a körből származik, ahonnan Esztergom és Kalocsa, Aracs oszlopfői. Ez a körülmény döntő a templom korbéli meghatározásánál is. A ciszterciták által elítélt monstrumok, állatharcok pedig a délről errefelé húzódó bogumil eretnekséggel függhetnek össze.
Ezek alapján építésének ideje a 12. századra tehető. Az apátság romjai a román stílusú építészet egyik legszebb fennmaradt magyarországi emléke. Különösen szépek a remek kőfaragásos oszlopfők, zárókövek, a szimbolikus állat- és emberfigurák, a növényi ornamentika.

## Irodalom

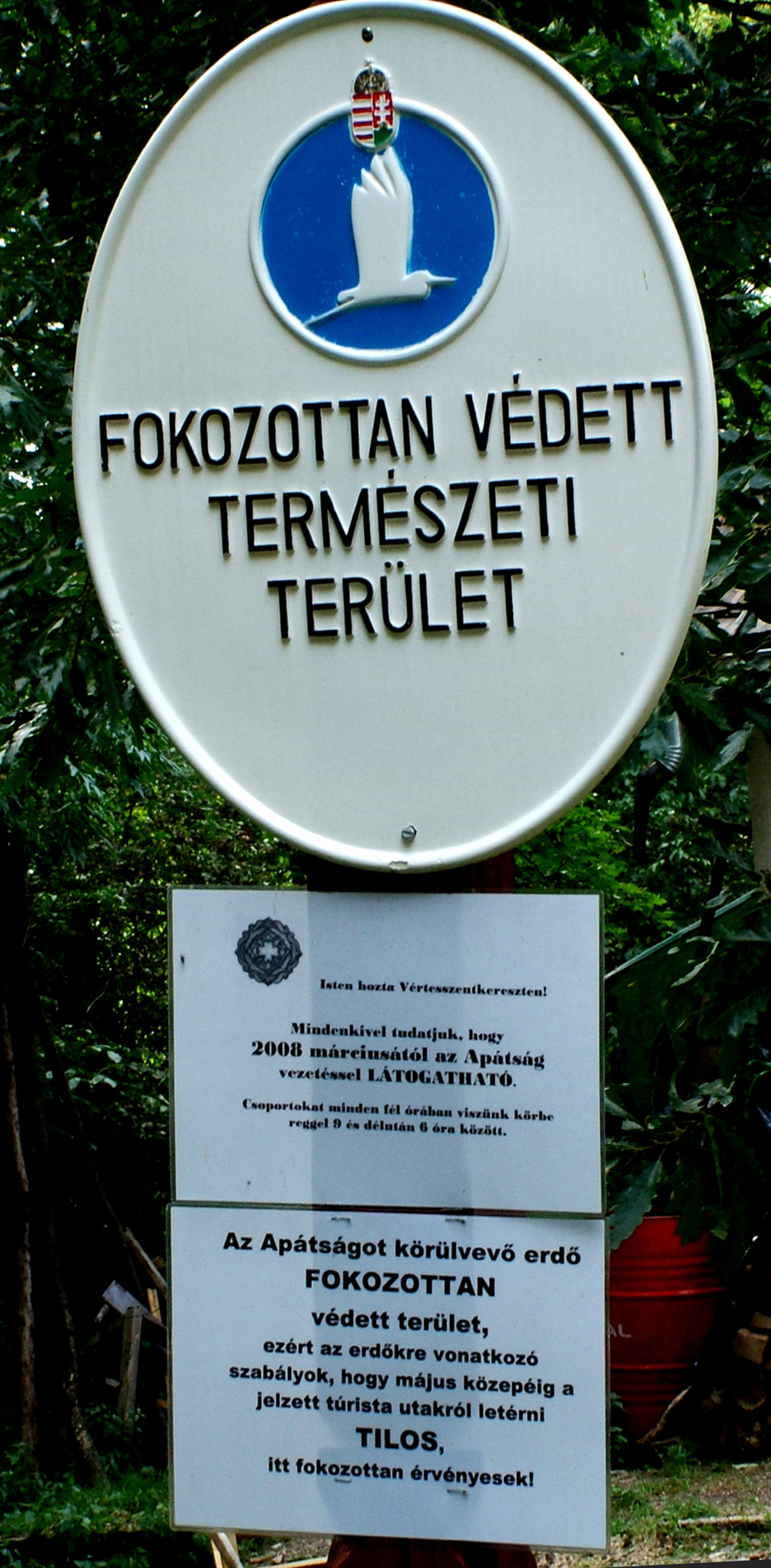
Jelzőtábla

## Képgaléria

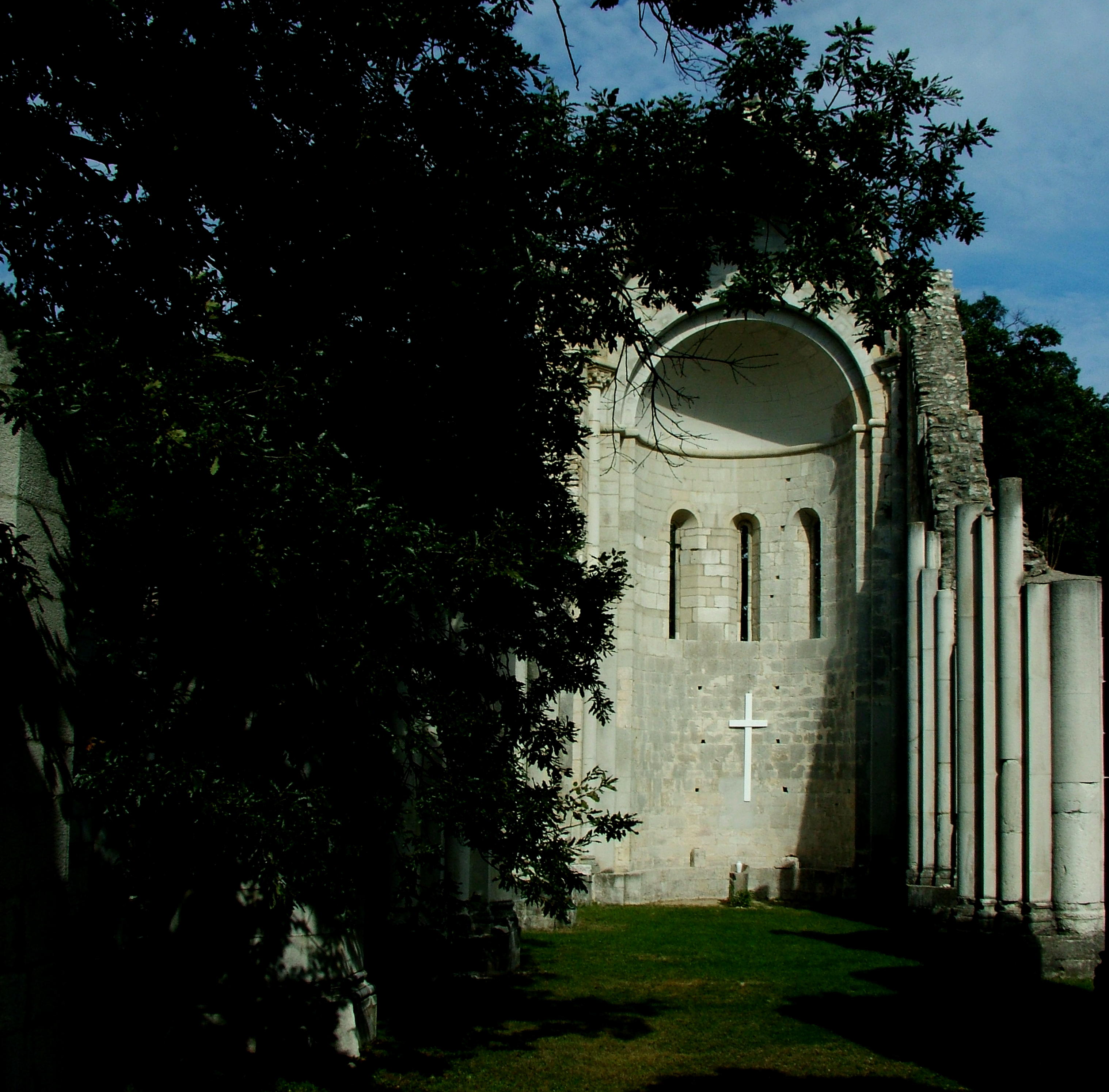
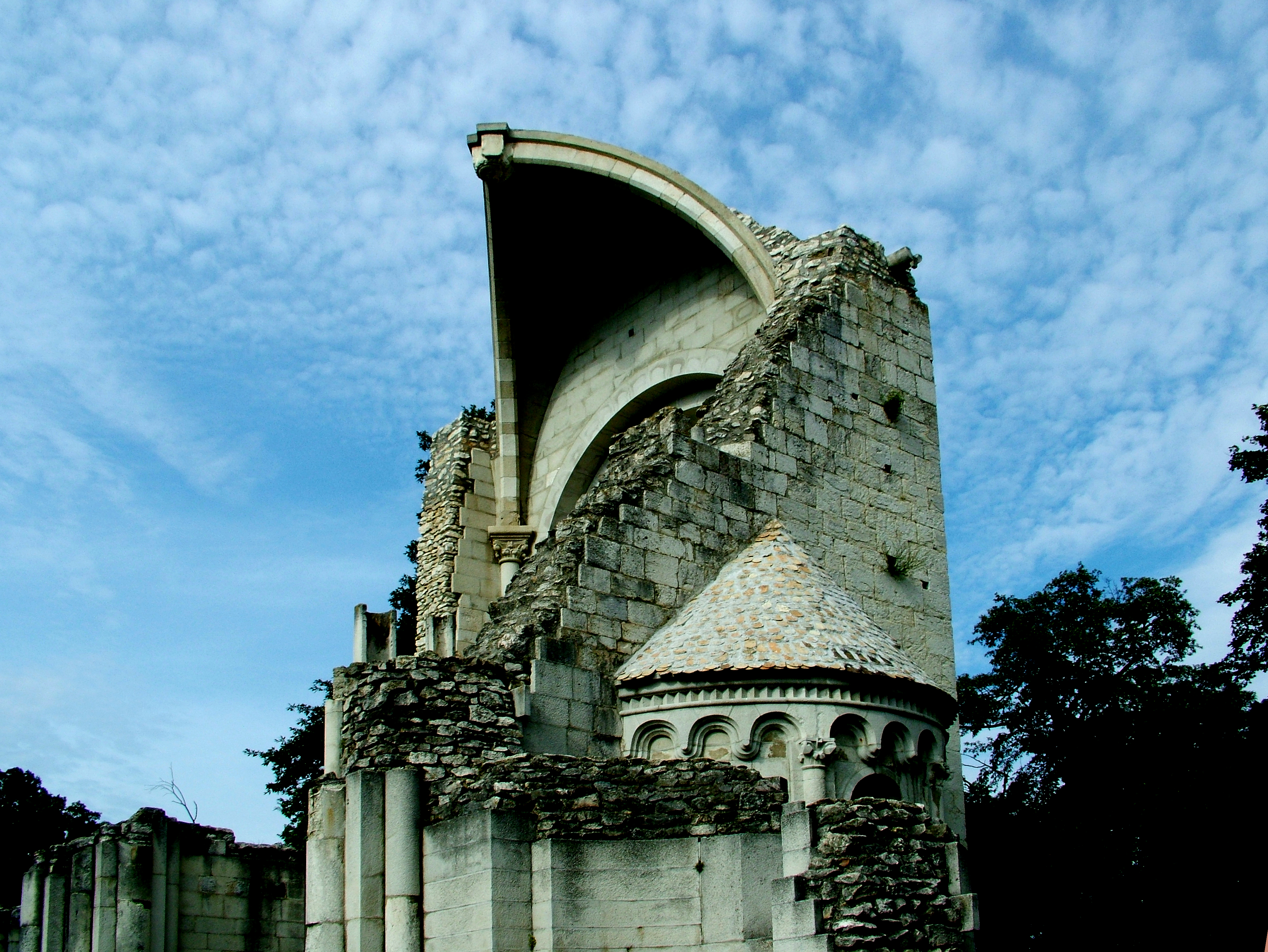
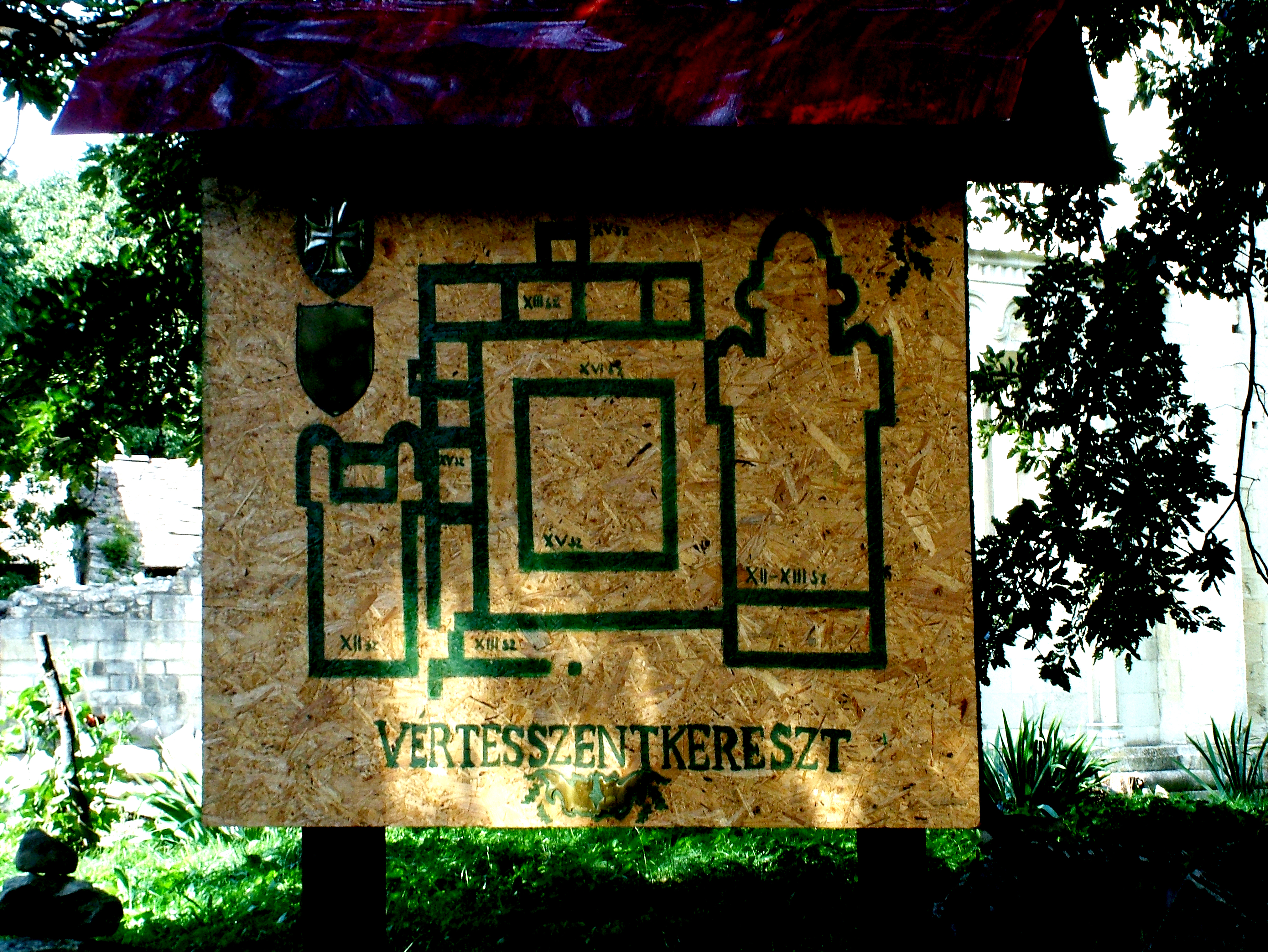
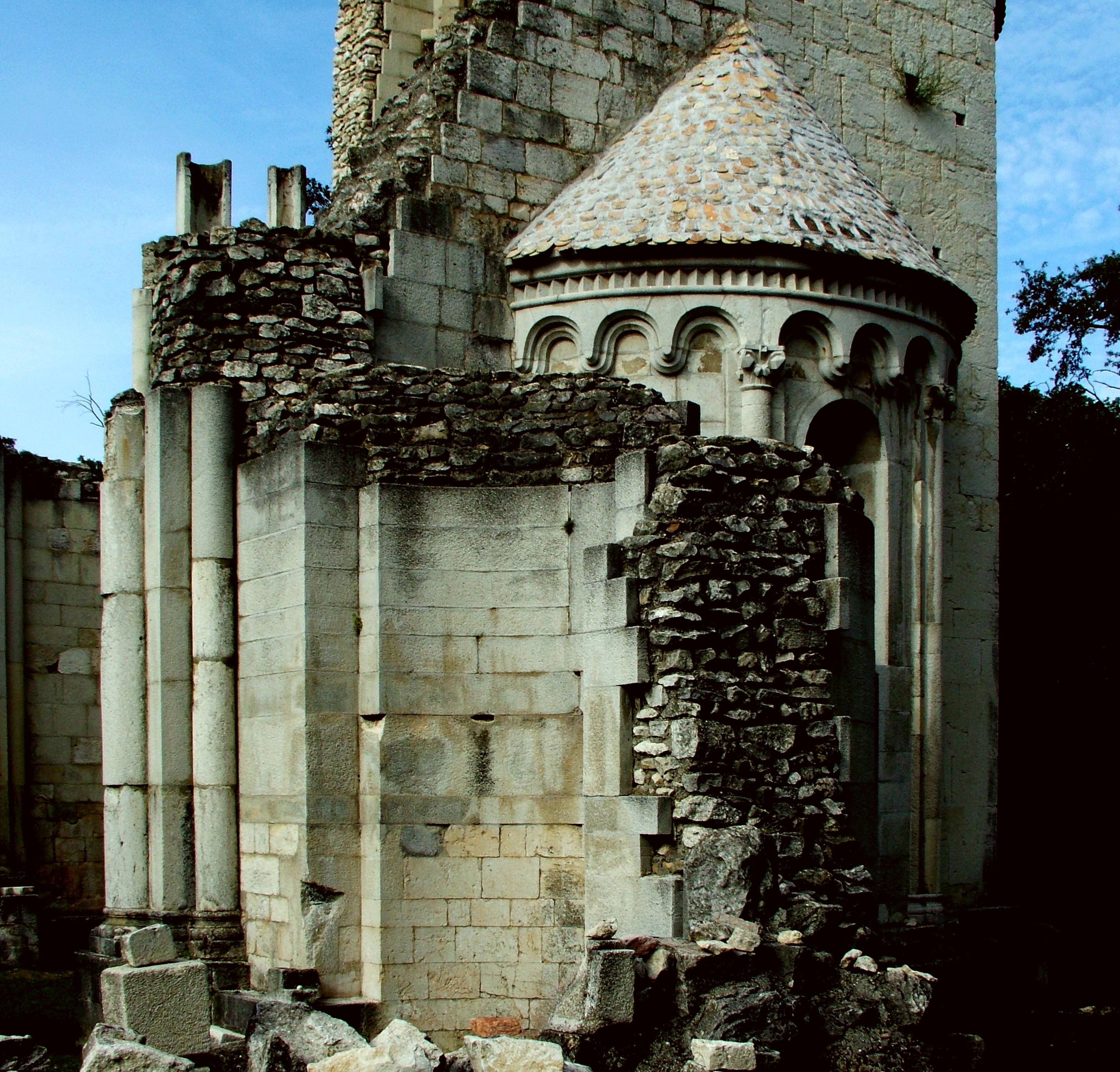
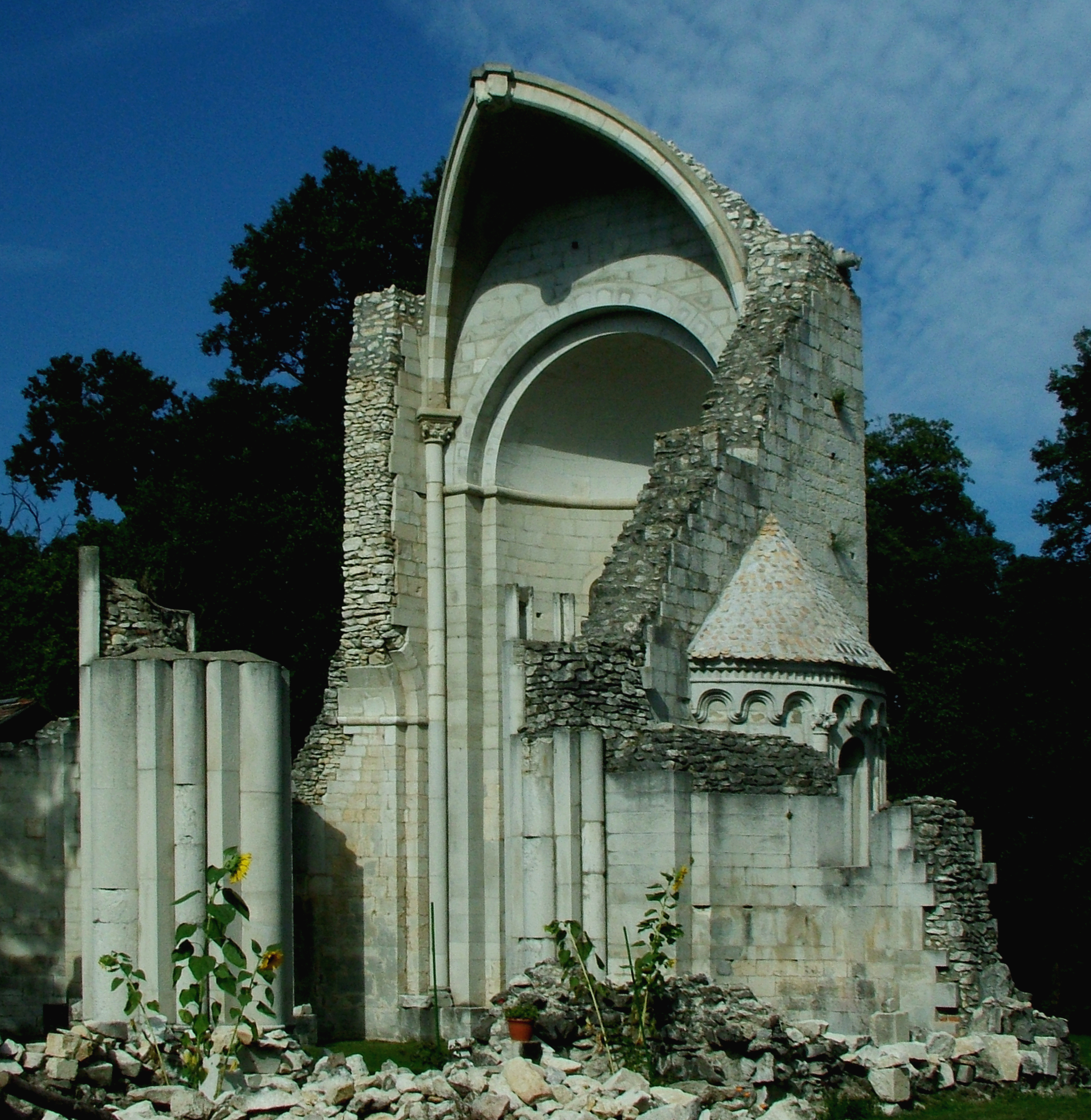
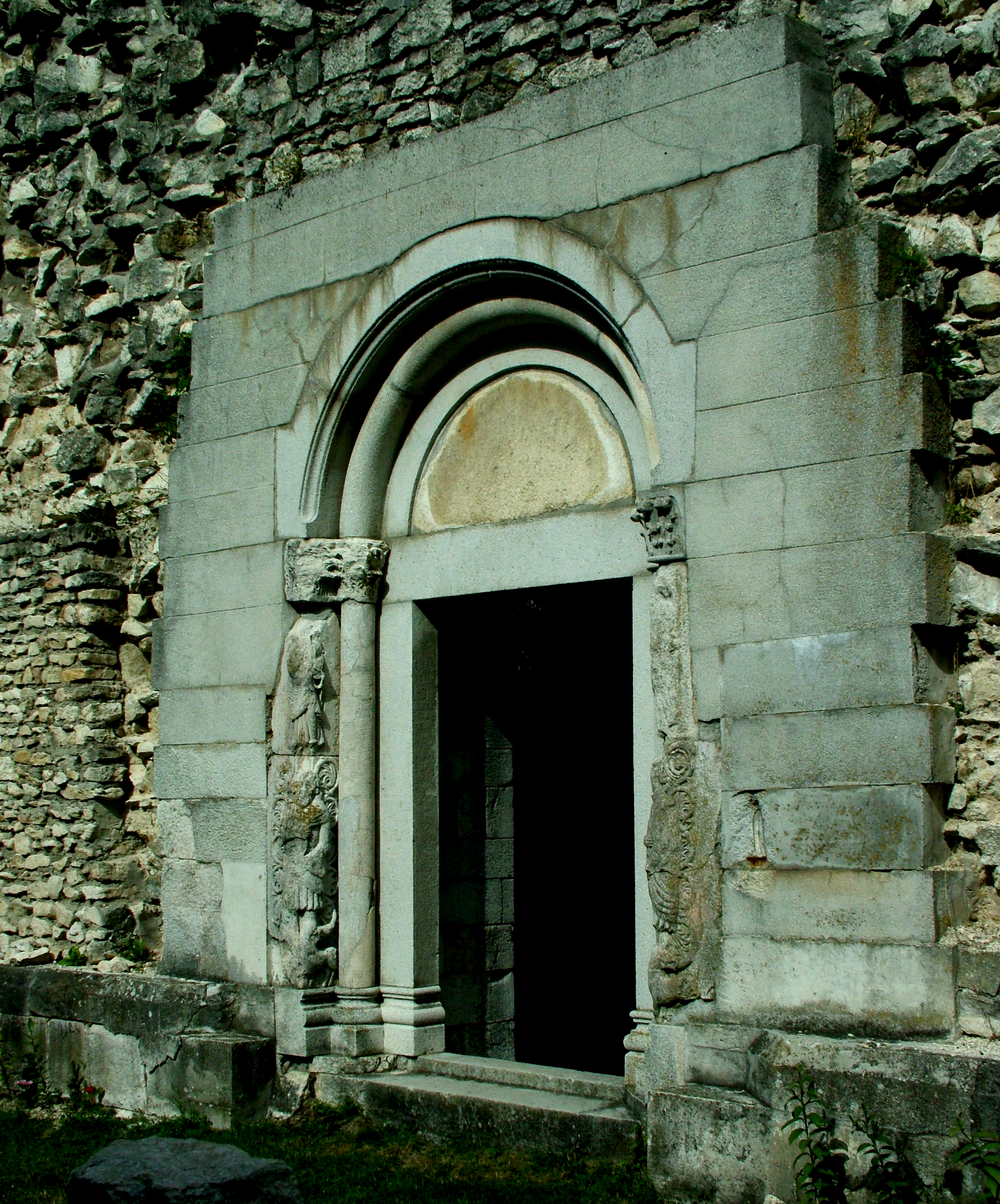
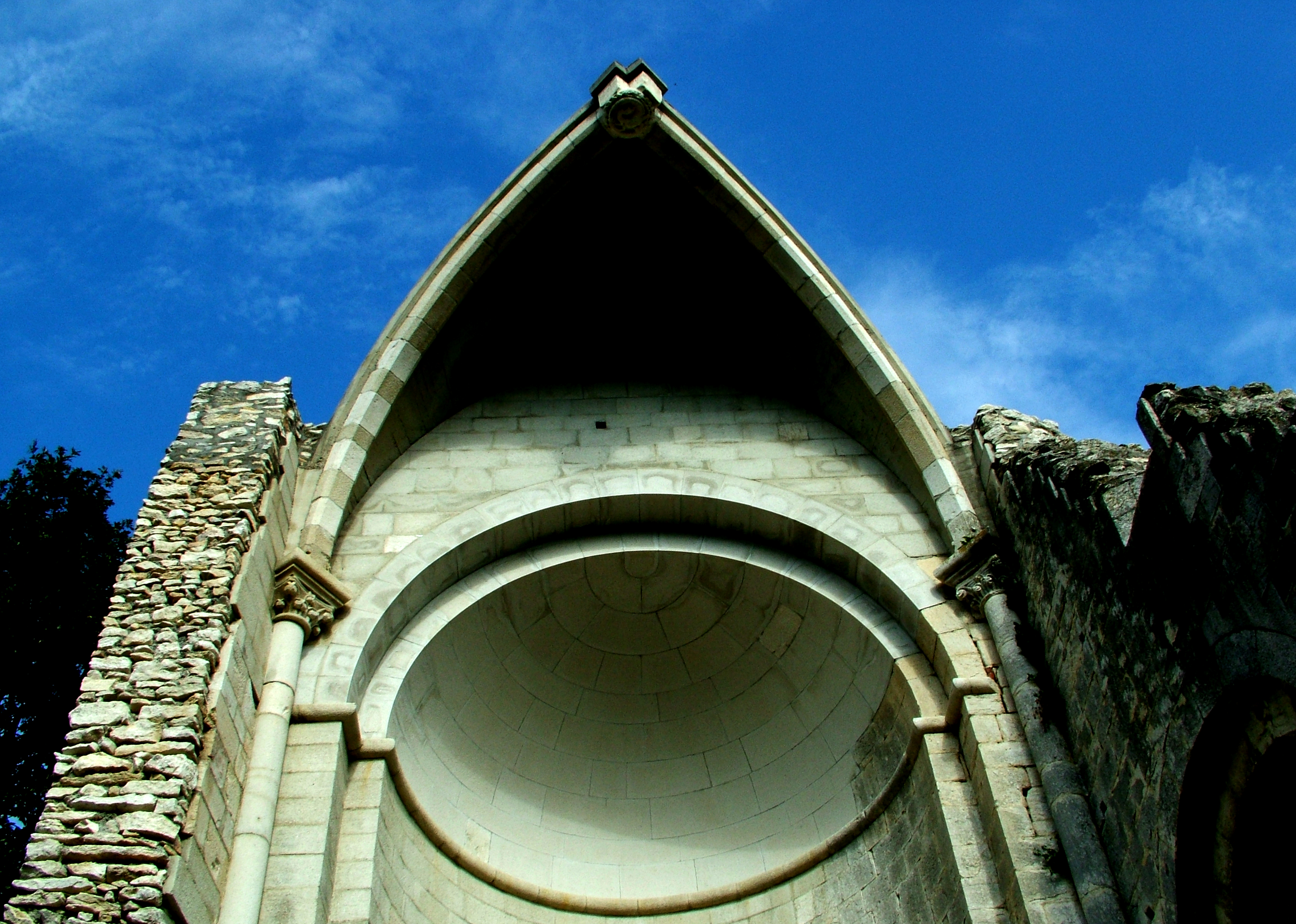
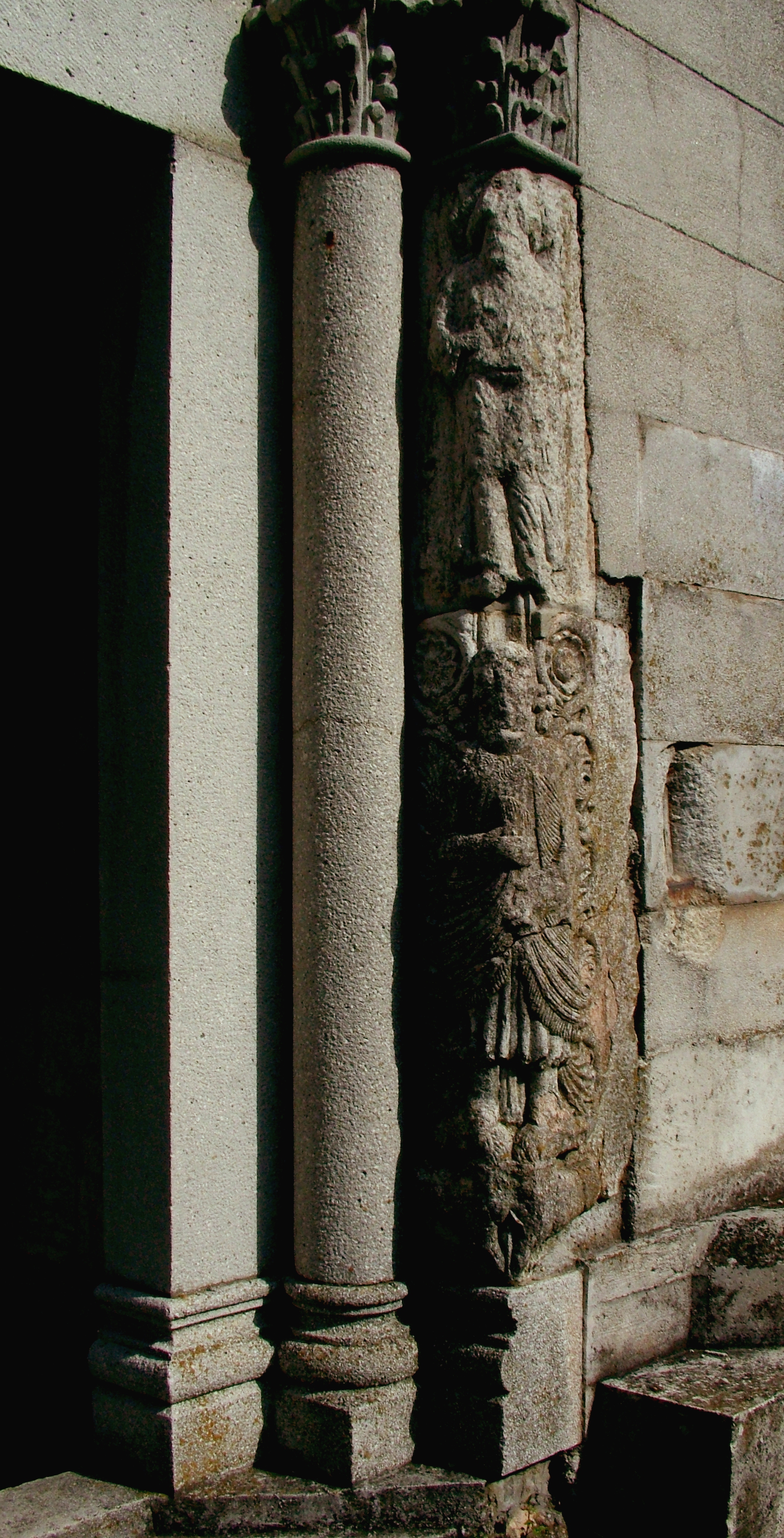
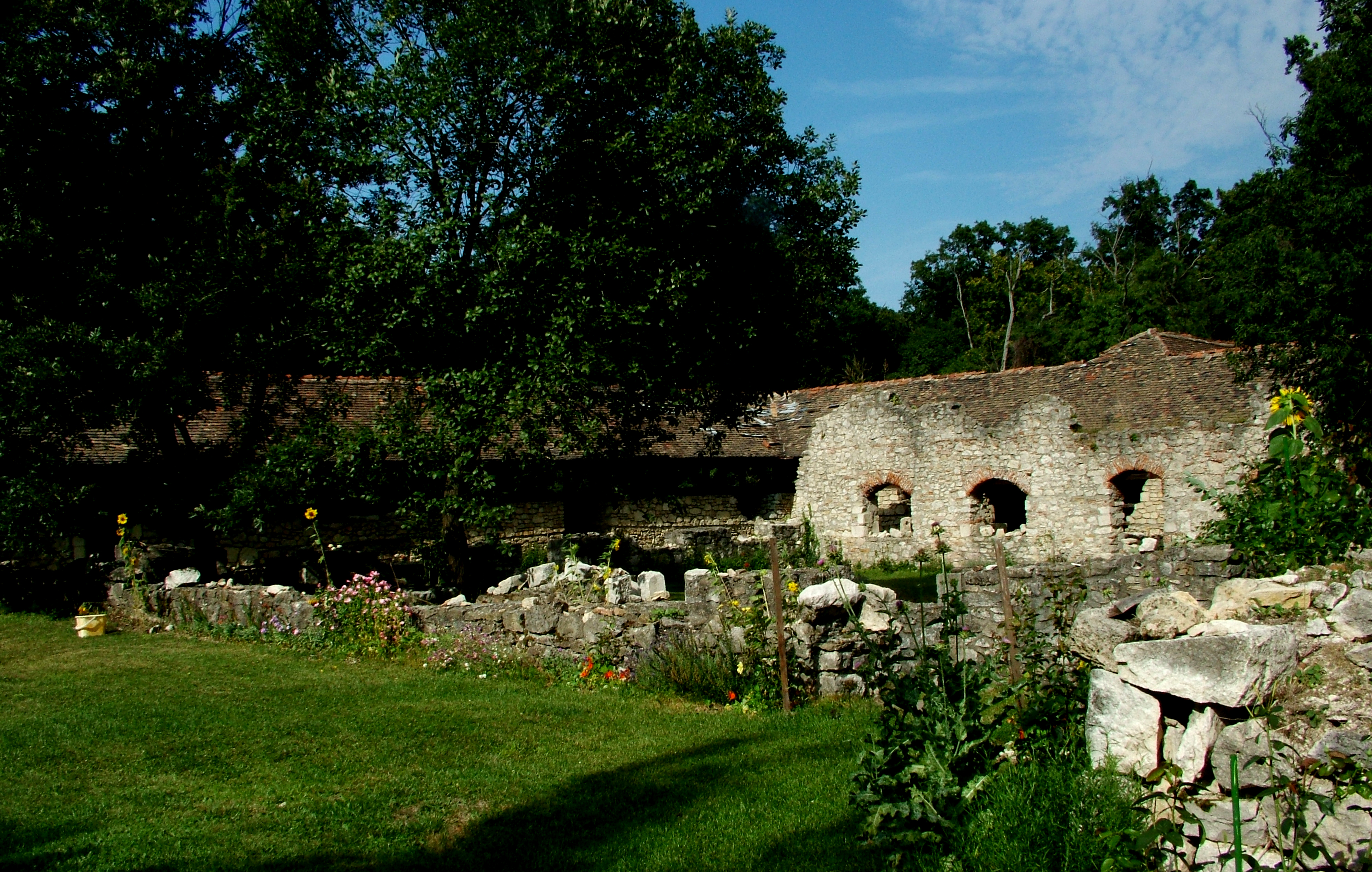
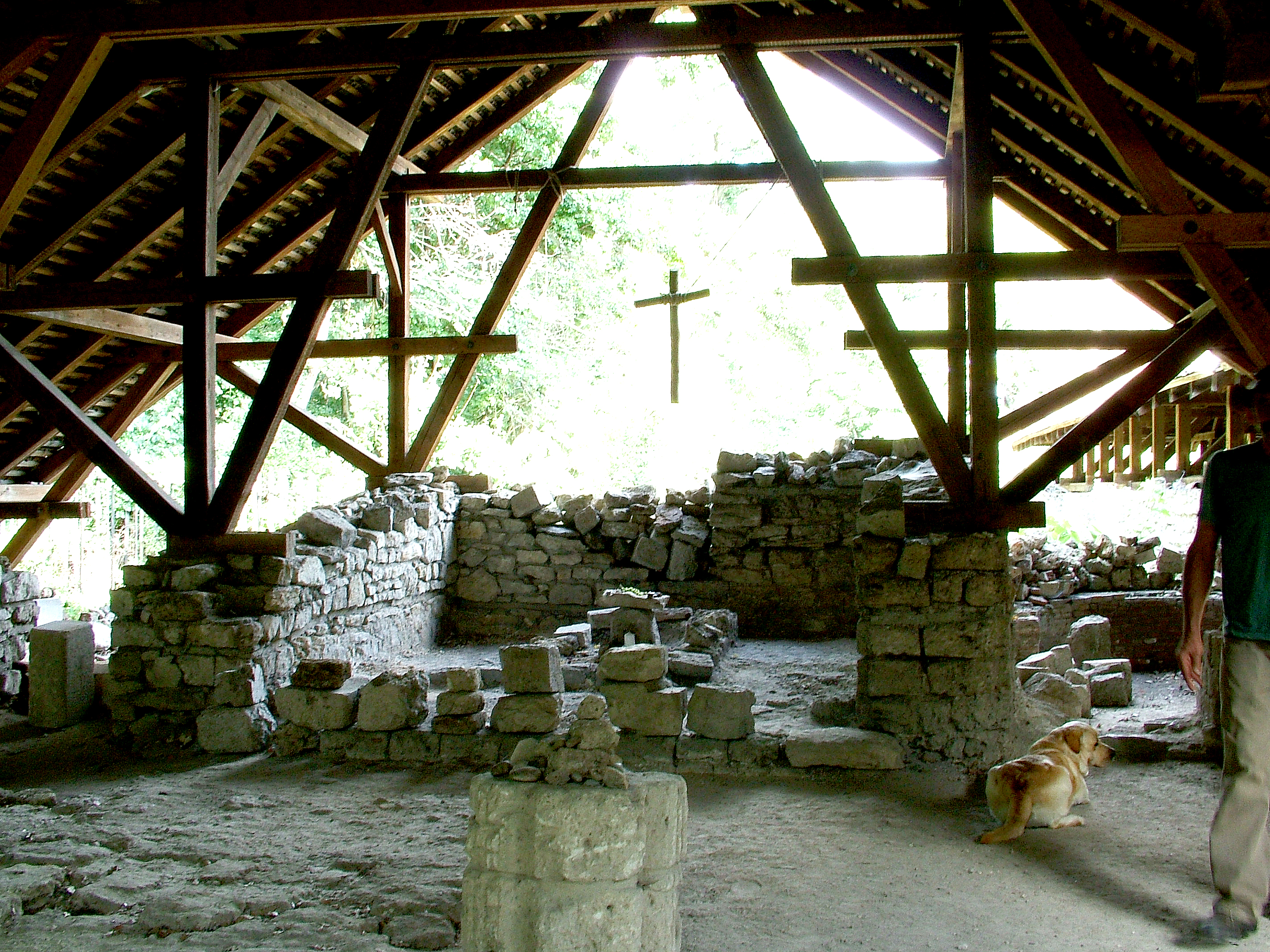
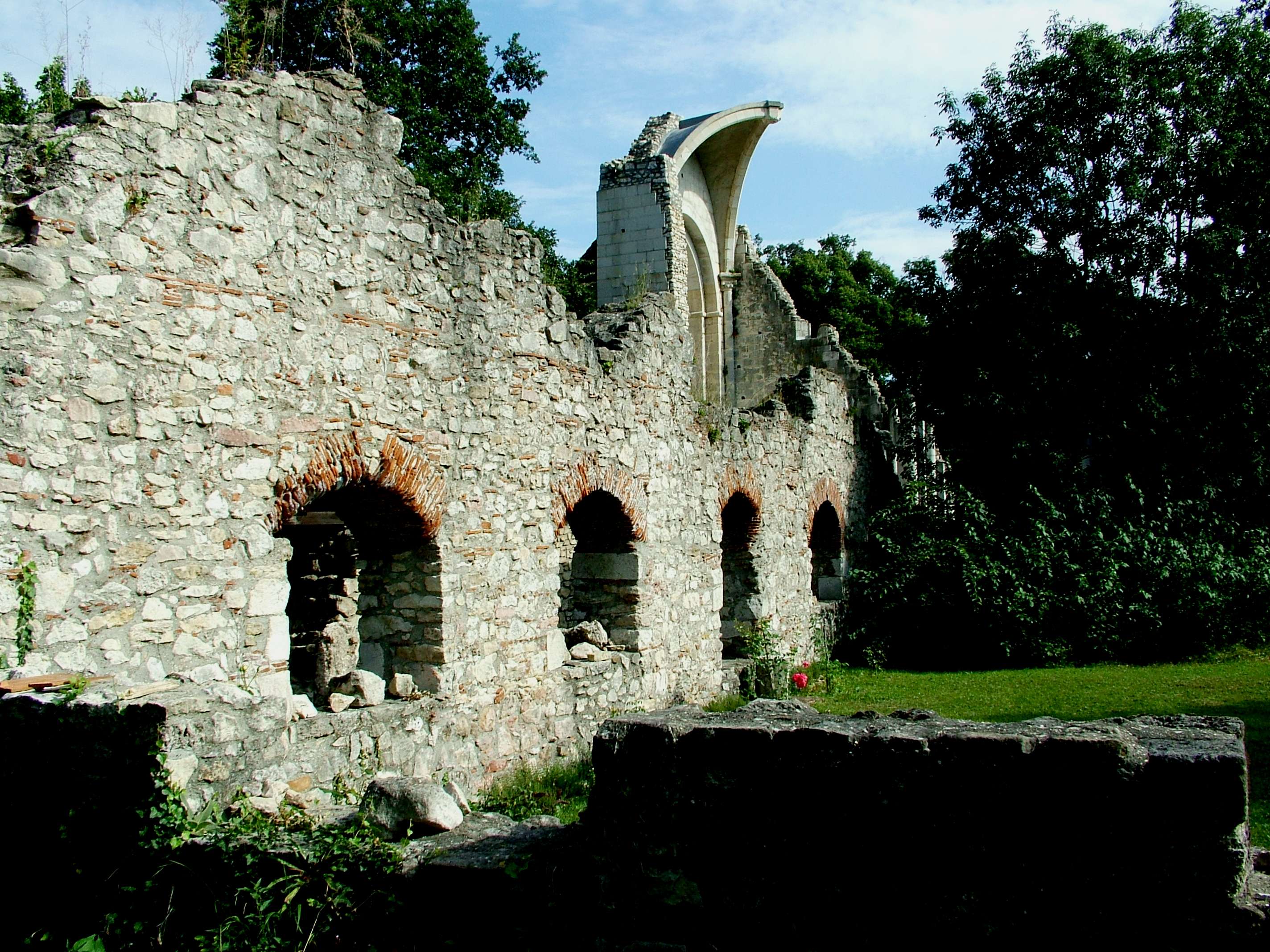
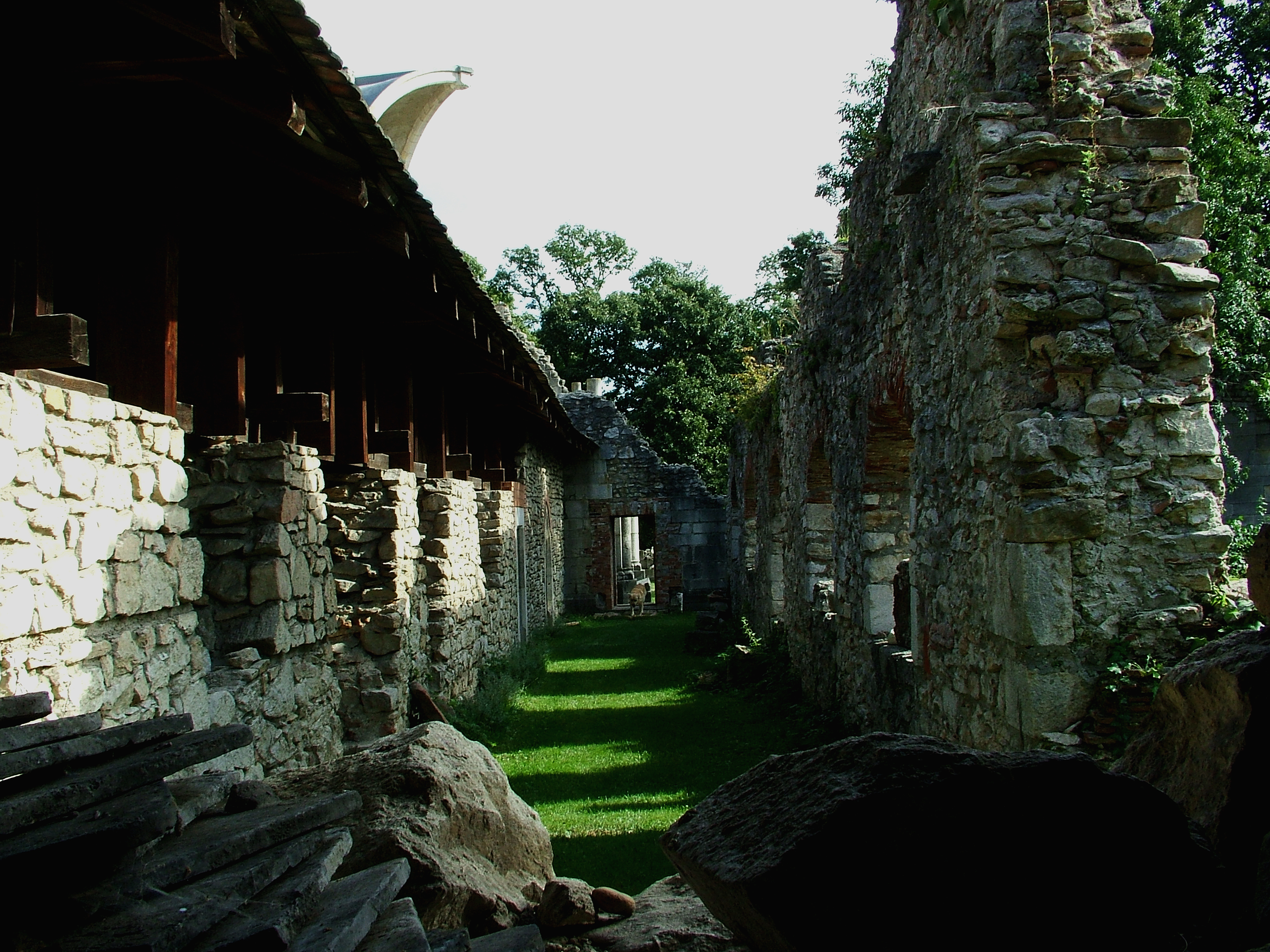
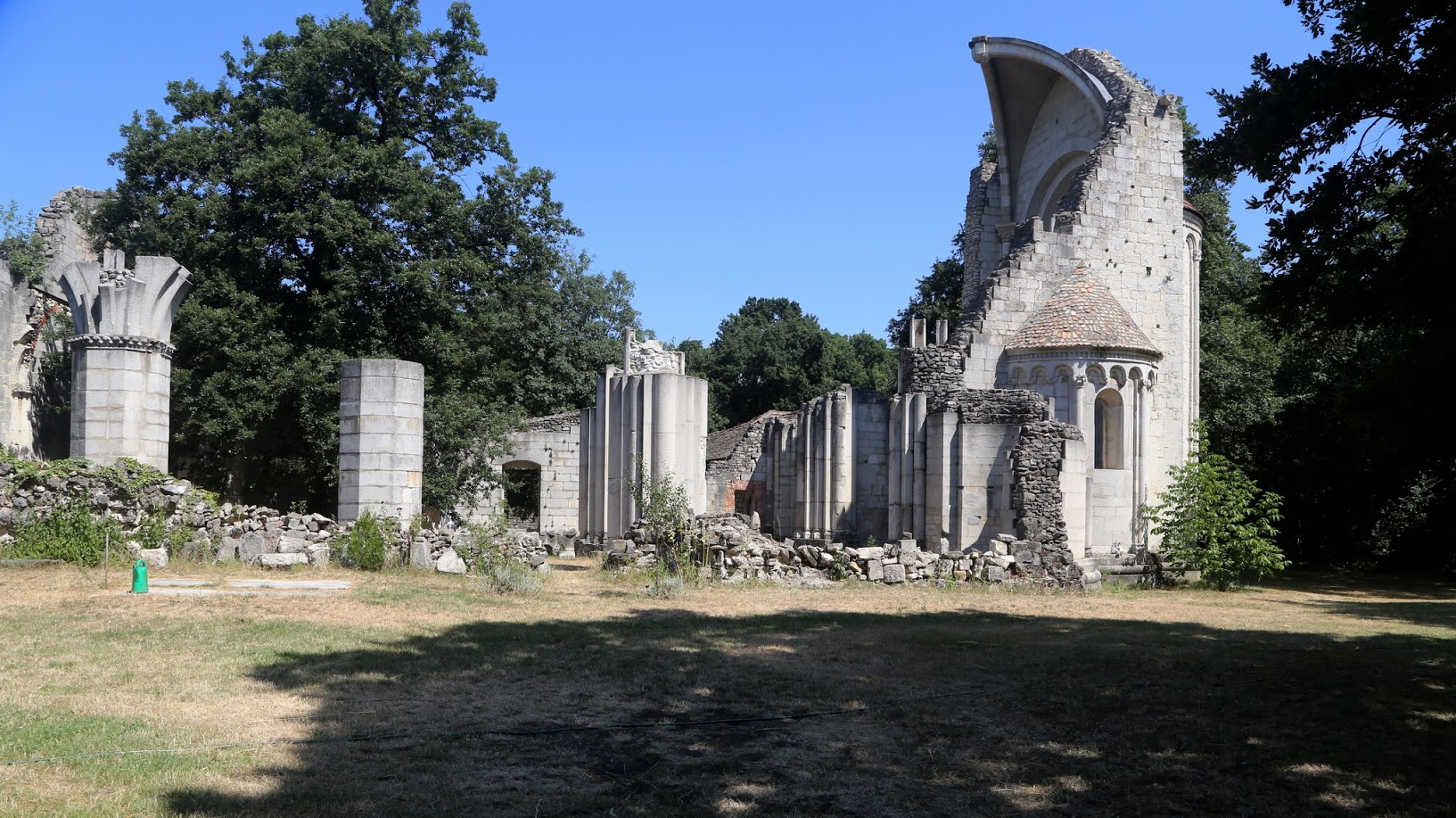
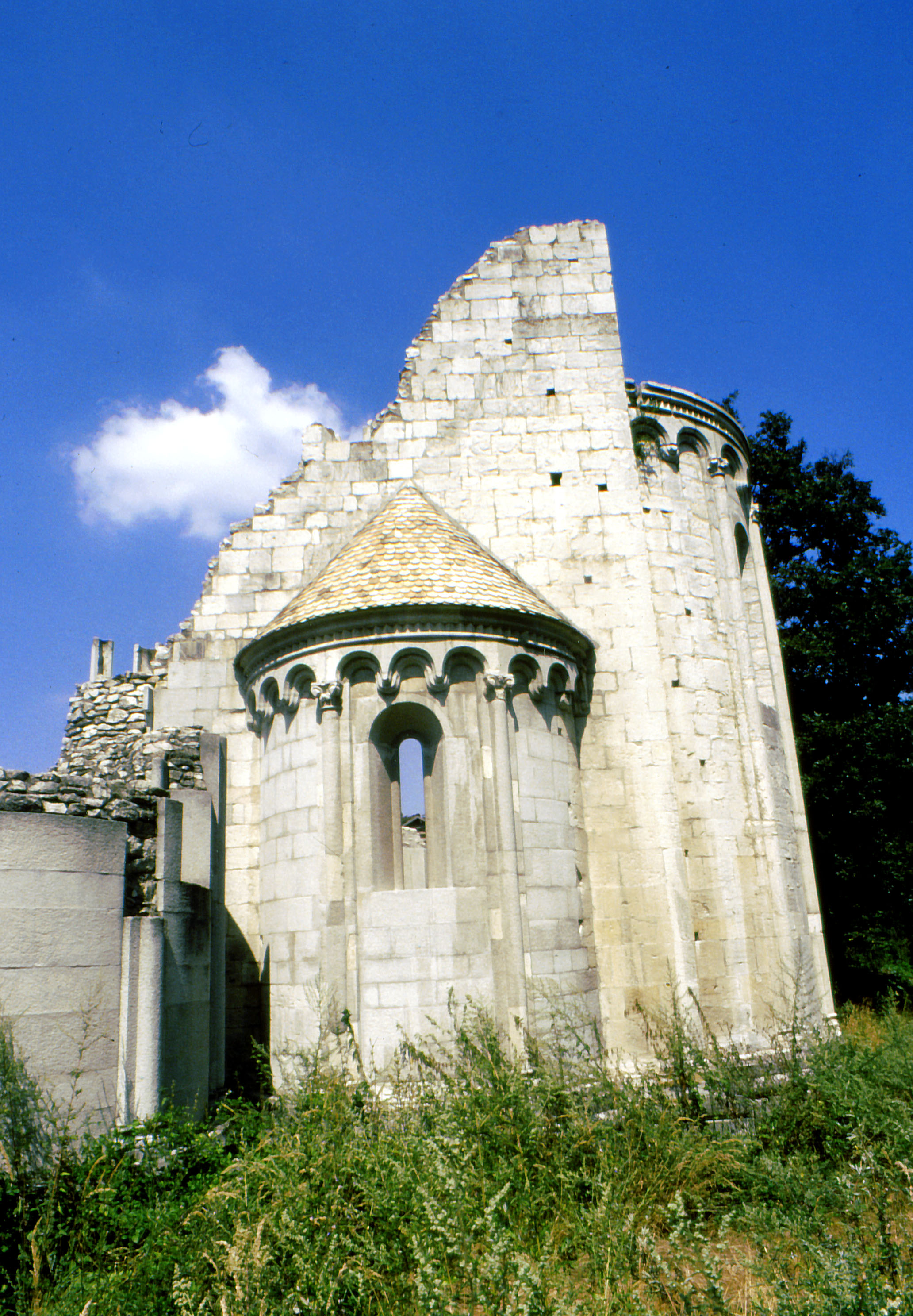
Főapszis kívülről